# Ronnie Schneider
Ronnie Schneider (* 27. September 1994 in Bloomington, Indiana) ist ein US-amerikanischer Tennisspieler.

## Karriere
Ronnie Schneider spielt hauptsächlich auf der ATP Challenger Tour und der ITF Future Tour.
Seinen ersten Auftritt auf der ATP World Tour hatte er zusammen mit Paul Oosterbaan, mit dem er ein Doppelpaar bildete, bei den US Open in New York City im August 2013. Dort verloren sie ihre Erstrundenpartie gegen Brian Baker und Rajeev Ram mit 0:6 und 4:6.